# Contea di Yongshan
La contea di Yongshan (永善县S, Yǒngshàn XiànP) è una contea della Cina, situata nella provincia di Yunnan e amministrata dalla prefettura di Zhaotong.